# TYG
TYG er et dansk rockband og et akronym for Thank You Girls. Bandet består af Steen Svare, vokal og guitar, Wili Jønsson, bas og kor , Lars Mitch Fischermann, trommer.

## Diskografi
- Diskret placeret, 1995
- Ud af døren, 1998
- Hyggelykkeland, 2002

## Ekstern henvisning
- [//da.wikipedia.org/w/index.php?title=Wikipedia:Artikler_med_d%C3%B8de_eksterne_henvisninger&dwl=http://www.tyg.dk/ Webside ikke længere tilgængelig], Søg i webarkiv:  [http://wayback.web.archive.org/web/*/http://www.tyg.dk/ TYGs officielle hjemmeside] Arkiveret 11. september 2006 hos  Wayback Machine

| Musikgruppe | Spire Denne artikel om en dansk musikgruppe er en spire som bør udbygges. Du er velkommen til at hjælpe Wikipedia ved at udvide den. |